# Balm bei Günsberg
Balm bei Günsberg é uma comuna da Suíça, situada no distrito de Lebern, no cantão de Soleura. Tem 5,46 km² de área e sua população em 2018 foi estimada em 205 habitantes.